# Gee Whiz But This Is a Lonesome Town
Albums de Moriarty
The Missing Room
(2011)
Gee Whiz But This Is a Lonesome Town est le premier album du groupe franco-américain Moriarty sorti le 9 octobre 2007. Le disque rencontre un grand succès auprès du public avec des ventes à plus de 150 000 exemplaires, permettant le lancement de la carrière du groupe.

## Historique
Cet album, coproduit par Jérôme Deschamps et Macha Makeïeff et la maison de disques Naïve Records, fut fortement soutenu par Radio Nova qui l'a inclus dans sa programmation durant quelques mois avec le titre Jimmy, puis Private Lily et quelque temps plus tard, avec un inédit Enjoy the Silence, reprise du standard de Depeche Mode. Cet album, dont la promotion fut assurée par de nombreux concerts, est certifié disque d'or un an après sa sortie, ce qui pour un premier album d'un groupe français chantant de la musique folk en anglais a été particulièrement remarqué. L'album remporte un grand succès auprès du public et se vend à plus de 150 000 exemplaires.
Ce premier disque leur vaut d'être parmi les dix nommés du prix Constantin 2008.
En novembre 2008, Gee Whiz But This Is a Lonesome Town est réédité sous la forme d'un petit livre comprenant des notes de tournée du groupe, des photos, et est accompagné d'un deuxième disque sur lequel figure outre la reprise d'Enjoy the Silence, des titres inédits, des live et des versions alternatives enregistrées lors de la préparation de l'album deux ans plus tôt.
Le réalisateur Damien Odoul a réalisé en 2008 le clip pour la chanson Private Lily mettant en scène l'actrice Pauline Acquart.
En 2015, l'album fait l'objet d'une réédition en vinyle à l'occasion du Disquaire Day. L'édition comprend deux disques : le premier reprend l'album original ; le second comprend les titres du CD bonus de 2008, hormis la version sur scène de Jimmy.

## Liste des titres de l'album
| No  | Titre                      | Durée |
| --- | -------------------------- | ----- |
| 1.  | Jimmy                      |       |
| 2.  | Loveliness                 |       |
| 3.  | Private Lily               |       |
| 4.  | Motel                      |       |
| 5.  | Animals Can't Laugh        |       |
| 6.  | (…)                        |       |
| 7.  | Cottonflower               |       |
| 8.  | Whiteman's Ballad          |       |
| 9.  | Tagono-Ura                 |       |
| 10. | Fireday                    |       |
| 11. | Oshkosh Blend              |       |
| 12. | Jaywalker (Song for Beryl) |       |

| 1. | Enjoy the Silence                  |  |
| 2. | Hanoï Blue (en concert)            |  |
| 3. | Oshkosh Bend (version alternative) |  |
| 4. | Bacon (en concert)                 |  |
| 5. | (...) no 2 (inédit)                |  |
| 6. | Private Lily (version alternative) |  |
| 7. | The Crimson Singer (en concert)    |  |
| 8. | Jimmy (en concert)                 |  |